# Terremoto dell'Italia centro-meridionale del 1984
Il terremoto dell'Italia centro-meridionale del 1984 è stato un insieme di eventi sismici verificatisi nel 1984 nell'area compresa tra l'alto Sangro, l'alto Volturno e la Val di Comino.

## Precedenti
L'area dell'Appennino centro-meridionale è stata caratterizzata nella storia da numerosi eventi sismici. Il principale fu il terremoto del 1349 con epicentro ad Acquafondata, nella Val di Comino, che fece registrare una magnitudo momento di 6.8. Altri eventi rilevanti furono il terremoto di Sora del 1654, di magnitudo 6.3, e il terremoto della Val di Comino del 1874, di magnitudo 5.5.
Da ricordare che l'Abruzzo meridionale era stato colpito, solo settant'anni prima, dal violentissimo terremoto della Marsica del 1915, di magnitudo 7.0 e che fece registrare una cifra complessiva di circa 30 000 vittime.

## Eventi sismici

### Il terremoto del 7 maggio
La scossa principale si verificò nel tardo pomeriggio di lunedì 7 maggio, intorno alle ore 17:50, facendo registrare una magnitudo momento di 5.9 ed un'intensità pari all'VIII grado della scala Mercalli.
I suoi effetti si propagarono su una vasta area tra l'Abruzzo, il Lazio e il Molise, colpendo marginalmente anche la Campania. L'epicentro venne localizzato nei pressi di San Donato Val di Comino (FR); i comuni colpiti furono oltre 70, di cui una decina — Alfedena, Ateleta, Barrea, Bugnara, Civitella Alfedena, Opi, Pescasseroli, Scontrone e Villetta Barrea in provincia dell'Aquila; Acquaviva d'Isernia, Colli a Volturno e Pizzone in provincia di Isernia — con danni gravi. Crolli localizzati si registrarono anche in provincia di Frosinone (a Roccasecca crollò parte della facciata della chiesa di Santa Margherita) e in provincia di Caserta. Il sisma venne avvertito distintamente anche a Roma e Napoli dove generò scene di panico ma pochi danni.
Le origini del sisma sono da ricondursi alla successione laziale-abruzzese: alcuni studi ne collegano l'attivazione al sistema di Barrea e alla faglia del Monte Greco, altri alla macrofaglia Ortona-Roccamonfina.

### Il terremoto dell'11 maggio e successive scosse di assestamento
Una violenta replica si verificò il successivo 11 maggio, alle ore 12:42. Il sisma ebbe epicentro nella porzione meridionale del Parco nazionale d'Abruzzo, Lazio e Molise, a poca distanza dall'epicentro di quattro giorni prima, facendo registrare una magnitudo momento di 5.5 ed un'intensità pari al VII grado della scala Mercalli. La replica causò l'aggravamento delle lesioni fatte registrare nel sisma precedente con i danni che furono appesantiti dal verificarsi di fenomeni franosi, come quello che si produsse a Forlì del Sannio (IS).
Numerose repliche si verificarono fino al 19 maggio. Il bilancio del sisma fu di 3 vittime (indirette) e 83 feriti.

## Gestione dell'emergenza
La crisi sismica produsse circa 6 000 sfollati. Il governo Craxi organizzò gli interventi urgenti in favore delle popolazioni colpite mediante il disegno-legge del 26 maggio 1984, dando apposito mandato alla Protezione Civile sorta pochi anni prima, in seguito al terremoto dell'Irpinia del 1980. 

## Ricostruzione
La ricostruzione fu molto lenta, anche a causa della ampiezza del territorio colpito, sebbene a scarsa densità di popolazione. Nel novembre 2009, a 25 anni di distanza, la giunta regionale dell'Abruzzo approvò un provvedimento che determinava le risorse finanziarie per gli interventi di riparazione e ricostruzione degli immobili danneggiati dal terremoto.